# Lijst van beelden in Limburg
Hieronder een overzicht van lijsten van beelden per gemeente in de provincie Limburg.
- Lijst van beelden in Beek
- Lijst van beelden in Beekdaelen
- Lijst van beelden in Beesel
- Lijst van beelden in Bergen (Limburg)
- Lijst van beelden in Brunssum
- Lijst van beelden in Echt-Susteren
- Lijst van beelden in Eijsden-Margraten
- Lijst van beelden in Gennep
- Lijst van beelden in Gulpen-Wittem
- Lijst van beelden in Heerlen
- Lijst van beelden in Horst aan de Maas
- Lijst van beelden in Kerkrade
- Lijst van beelden in Landgraaf
- Lijst van beelden in Leudal
- Lijst van beelden in Maasgouw
- Lijst van beelden in Maastricht
- Lijst van beelden in Meerssen
- Lijst van beelden in Mook en Middelaar
- Lijst van beelden in Nederweert
- Lijst van beelden in Peel en Maas
- Lijst van beelden in Roerdalen
- Lijst van beelden in Roermond
- Lijst van beelden in Simpelveld
- Lijst van beelden in Sittard-Geleen
- Lijst van beelden in Stein
- Lijst van beelden in Vaals
- Lijst van beelden in Valkenburg aan de Geul
- Lijst van beelden in Venlo
- Lijst van beelden in Venray
- Lijst van beelden in Voerendaal
- Lijst van beelden in Weert

Drenthe ·
Flevoland ·
Friesland ·
Gelderland ·
Groningen ·
Limburg ·
Noord-Brabant ·
Noord-Holland ·
Overijssel ·
Utrecht ·
Zeeland ·
Zuid-Holland